# Metropolitan Riveters
Die Metropolitan Riveters waren ein US-amerikanisches Fraueneishockey-Team, das von 2015 bis 2023 die Metropolregion New York in der Premier Hockey Federation vertrat. Die Riveters gewannen 2018 den Isobel Cup.
Das Franchise war unter dem Namen New York Riveters eines von vier Gründungsmitgliedern der bis 2021 als National Women’s Hockey League agierenden Liga. Es begann 2015 in New York City und spielte zuletzt in East Rutherford, New Jersey. Die längste Zeit des Bestehens spielte es in Newark, wobei von 2017 bis 2019 eine enge Zusammenarbeit mit den New Jersey Devils bestand.
Das Franchise existierte bis zum Ende der Saison 2022/23, als die Premier Hockey Federation verkauft und aufgelöst wurde. In der Nachfolge-Liga Professional Women’s Hockey League ist die Metropolregion New York wieder vertreten, wobei die sechs ligaeigenen Franchises in der Premieren-Saison 2024 mit generischen Namen und Farben spielen.

## Geschichte

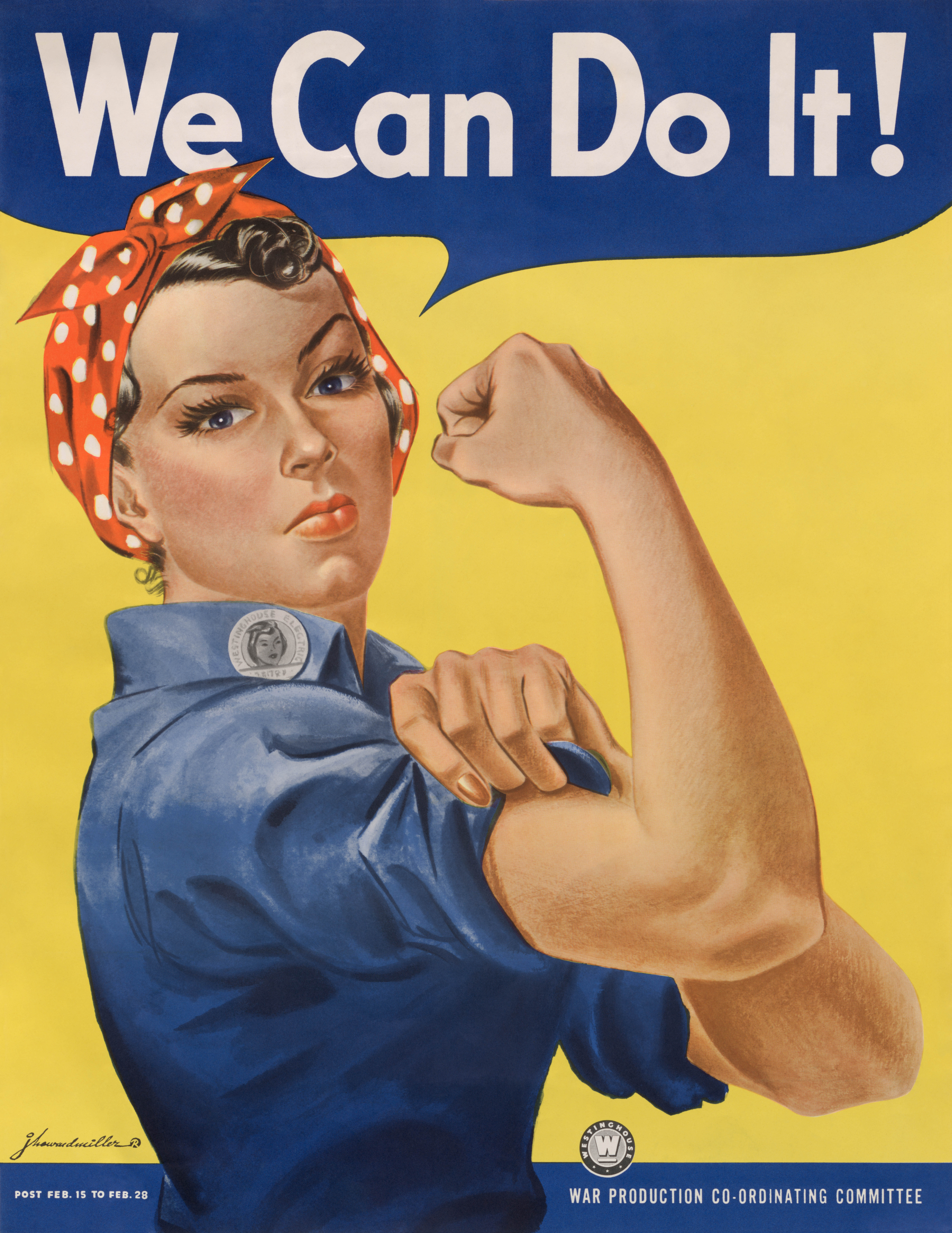
Das Plakat We Can Do It! (ca. 1942) diente als Vorlage für das Logo der Riveters

Die Riveters wurden 2015 unter dem Namen New York Riveters als Franchise der National Women’s Hockey League gegründet – nicht zu verwechseln mit der National Women’s Hockey League (1999–2007). Der Name und das Logo des Franchise nahmen Bezug auf Rosie the Riveter, eine fiktive, populäre Frauenfigur aus der Zeit des Zweiten Weltkriegs. 
Im Sommer 2015 nahmen die Riveters als erste Spielerin Janine Weber unter Vertrag, die damit auch die erste NWHL-Spielerin überhaupt war. Im NWHL Draft 2015 wählten die Riveters an erster Stelle Alex Carpenter aus, die bei den Olympischen Winterspielen 2014 die Silbermedaille gewonnen hatte.
Die erste Heimspielstätte des Clubs war das Aviator Sports & Events Center in Flugzeughangars des historischen Floyd Bennett Field in Brooklyn, New York City. Im Mai 2016 verpflichteten die Riveters Amanda Kessel. Kessel erhielt für den Einjahresvertrag insgesamt 26.000 US-Dollar, womit sie zu diesem Zeitpunkt die bestbezahlte Spielerin der Liga war.

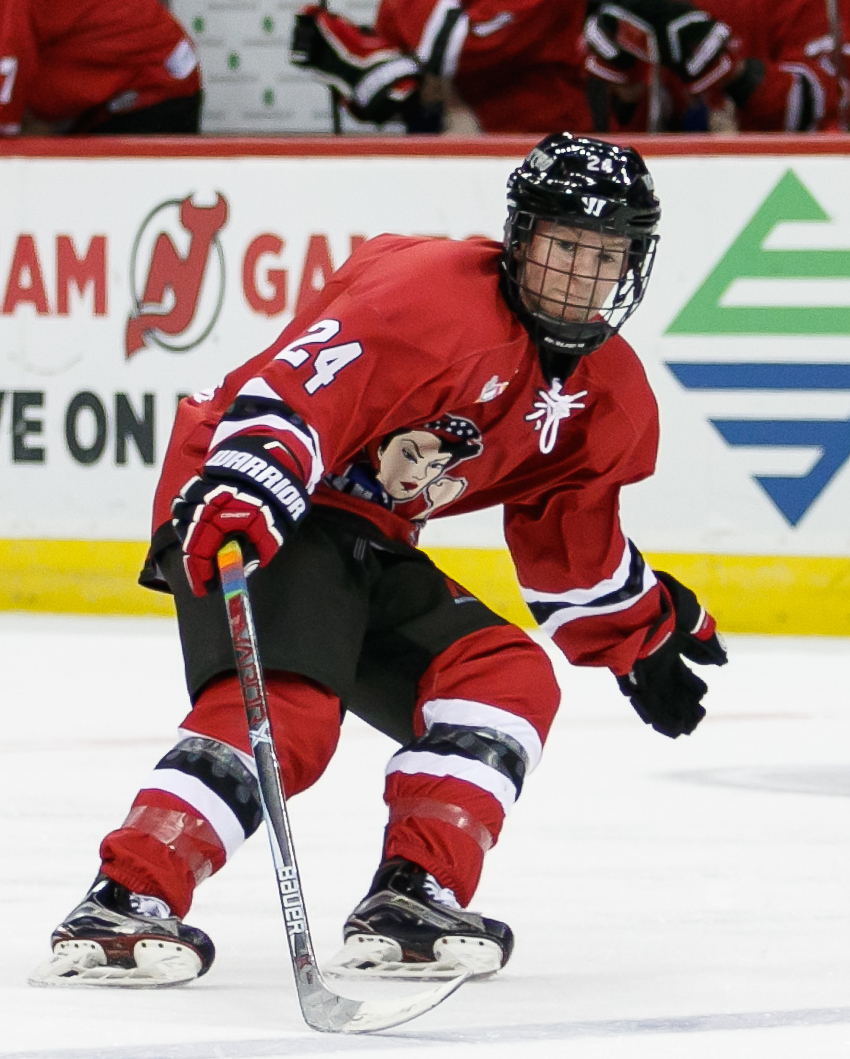
Harrison Browne (Oktober 2017)

Im Rahmen des NWHL Draft 2016 hatten die Riveters erneut das erste Wahlrecht inne und suchten sich Kelsey Koelzer von der Princeton University aus.
Ab der Saison 2016/17 trugen die Riveters ihre Heimspiele im Barnabas Health Hockey House in Newark aus. Im Vorfeld der Saison 2017/18 gingen die Riveters eine Partnerschaft mit den New Jersey Devils aus der National Hockey League (NHL) ein und waren damit das erste NWHL-Team, die eine offizielle Kooperation mit einem NHL-Franchise unterhielten. Im Zuge dessen nannte sich das Team in Metropolitan Riveters um und übernahm die Teamfarben der Devils. In der Saison 2017/18 gewannen die Riveters nicht nur die Regular Season, sondern besiegten im Play-off-Finale die Buffalo Beauts und gewannen damit den Isobel Cup.
In der Saison 2022/23 spielten die Riveters im The Rink at American Dream des Meadowlands Sports Complex in East Rutherford. Dieser Vertrag mit einer Laufzeit von drei Jahren endete vorzeitig mit der Auflösung des Franchises im Juni 2023. Investor Mark Walter Group schuf zusammen mit der Spielerinnengewerkschaft Professional Women’s Hockey Players Association und mit BJK Enterprises unter neuen Vertragsbedingungen die Professional Women’s Hockey League. Diese hat in der Premieren-Spielzeit 2024 sechs ligaeigene Teams.

## Erfolge
- Isobel Cup: 2018

## Saisonstatistik
Legende zur Saisonstatistik: GP oder Sp = Spiele insgesamt; W oder S = Siege; L oder N = Niederlagen; T oder U = Unentschieden; OTS = Siege nach Verlängerung (Overtime);  OTN oder OL = Overtime-Niederlagen; SOS = Shootout-Siege; SOL oder SON = Shootout-Niederlagen; P oder Pkt = Punkte; Pct % = Siege in %; GF oder T = Tore; GA oder GT = Gegentore
| Saison  | Sp | S  | OTN | SON | N  | T  | GT | Pkt | Regular Season | Postseason                      |
| ------- | -- | -- | --- | --- | -- | -- | -- | --- | -------------- | ------------------------------- |
| 2015/16 | 18 | 4  | 2   | 0   | 12 | 47 | 78 | 10  | Platz 4        | 1. Runde                        |
| 2016/17 | 18 | 8  | 1   | 2   | 7  | 55 | 58 | 19  | Platz 2        | 1. Runde                        |
| 2017/18 | 16 | 13 | 0   |     | 3  | 64 | 30 | 26  | Platz 1        | Isobel Cup                      |
| 2018/19 | 16 | 4  | 0   | 0   | 12 | 32 | 65 | 8   | Platz 4        | Halbfinale                      |
| 2019/20 | 24 | 11 | 3   | —   | 10 | 70 | 91 | 23  | Platz 3        | Halbfinale                      |
| 2020/21 | 3  | 2  | 0   | —   | 1  | 7  | 4  | 4   | —              | Saisonabbruch aufgrund COVID-19 |
| 2021/22 | 20 | 7  | 1   | 0   | 12 | 54 | 65 | 21  | Platz 4        | 1. Runde                        |
| 2022/23 | 24 | 8  | 3   | 0   | 13 | 64 | 79 | 30  | Platz 5        | Playoffs verpasst               |

## Bekannte Spielerinnen
- Ljudmila Beljakowa
- Harrison Browne
- Nana Fujimoto
- Alexa Gruschow
- Amanda Kessel
- Kelsey Koelzer
- Erika Lawler
- Madison Packer
- Amanda Pelkey
- Michelle Picard
- Shin So-jung
- Janine Weber

## Trainer
- Chad Wiseman 2015–2018
- Randy Velischek 2018–2019
- Ivo Mocek 2019–2022
- Venla Hovi 2022–2023